# Vaca pirinenca
La vaca pirinenca procedeix dels bovins rossos d'Europa Central, que van arribar a la península Ibèrica a través dels Pirineus cap al 1700-600 aC, en onades diverses de la migració dels pobles indoeuropeus.

## Extensió geogràfica
És una raça que encara té una gran similitud amb l'alemanya Gelbvieh i la francesa Rossa d'Aquitània, originàries ambdues, també, del tronc ros centreeuropeu esmentat abans.
Tot i que és als Pirineus occidentals i darrers contraforts de la Serralada Cantàbrica on es troba en major puresa, l'àrea geogràfica d'aquesta raça s'estenia pels dos vessants del Pirineu, des del País Basc fins a Catalunya, i per l'Arieja, els Alts Pirineus i l'Alta Garona. A mitjans de segle xx s'estenia al llarg de tot Baztan, Hezcona, Roncal i Burguete, a Navarra; Canfranc i Ansó, a Osca, i també per Lleida. Als anys quaranta, també n'hi havia a la Garrotxa. També se la pot trobar a les pastures de muntanya de la comarca de Els Ports al País Valencià.

## Raça amb gran variació
Aquest elements mètrics són sensiblement més elevats que els de la mitjana racial. Probablement hi contribueix un entorn més propici, puix que el tipus descrit es refereix al tipus de les valls, més gran i pesant (l'altre corresponia a una vaca no gaire alta, d'1,17 m d'alçada al carenar, i uns 325 quilos de pes viu). Aquesta millora de format també es podria deure al fet que a Catalunya predominava la variant més grossa
El pelatge és sempre de color de blat, més o menys clar, més aviat rogenc una mica pujat. Li són típiques les degradacions del color a l'entorn dels ulls ("ull de perdiu"), musell, axil·les, bragada i extremitats; de vegades, també al llarg del dors. Un signe de puresa és que no hi hagi cap pèl d'un altre color i que les mucoses siguin de color rosa, així com que les banyes siguin blanques, i les peülles, una mica groguenques. El tipus antic tenia un braguer petit, amb abundants pèls llargs "de llop"; a la raça actual, aquests pèls no hi són.

## Raça de triple aptitud
La raça pirinenca s'explotava tradicionalment en triple aptitud: treball, llet i carn. Una bona constitució muscular i gran temperament li donaven una bona aptitud mecànica per al conreu de la terra i per a l'arrossegament; tenien molta fama les parelles de bous. Les vaques de les valls també eren munyides. A causa d'una millor alimentació, no donaven llet solament per al consum propi, sinó també per elaborar formatge -bé amb llet només de vaca, bé mesclada amb llet d'ovella-. Donaven uns 8-10 litres de llet al dia, amb un contingut en greix de més del 5%, característica genèrica que s'ha mantingut fins avui dia. Els vedells o les vedelles se sacrificaven al voltant dels sis mesos, amb un pes viu d'uns 150 quilos.
Fins a mitjans del segle xix, l'explotació d'aquest bestiar es feia a l'aire lliure, i a mitjans de maig les vaques i llurs cries es portaven a les pastures d'alta muntanya. Allà es feia l'acoblament en llibertat, sense elecció dels braus. La vaca es reproduïa bé i era altament fecunda.
A la dècada del 1970 es van introduir races especialitzades en carn -com la Llemosina i la Xarolesa- i en llet -com la Frisona-. Aquesta mena d'encreuaments van comportar la progressiva desaparició de la raça en moltes contrades.